# Thryptomene parviflora
Thryptomene parviflora là một loài thực vật có hoa trong Họ Đào kim nương. Loài này được (Benth.) Domin miêu tả khoa học đầu tiên năm 1928.